# Ecotip

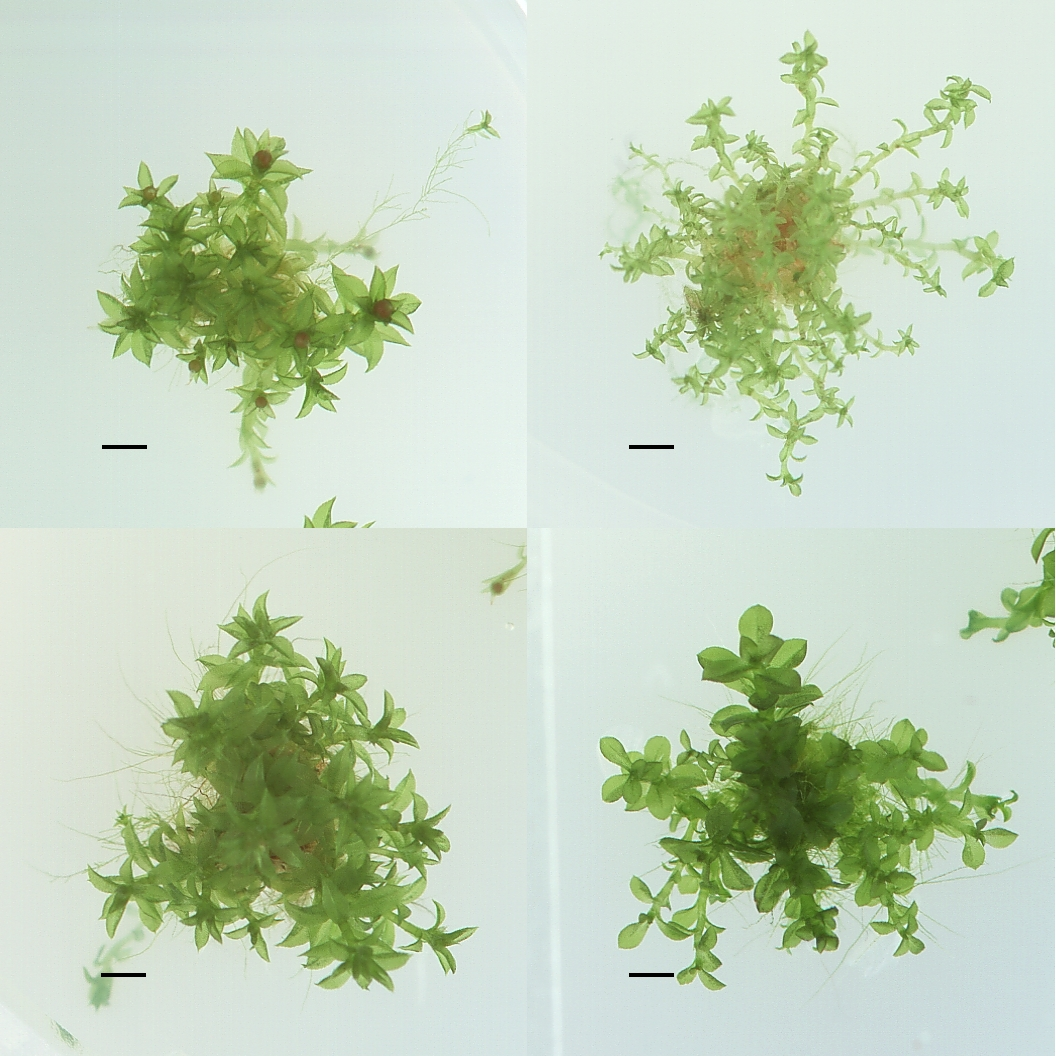
Ecotip

Ecotipul reprezintă o formă subspecifică, o subdiviziune genetică și ecologică a indivizilor, cu unele diferențe genetice și cu anumite însușiri ereditare proprii față de alte subspecii, în interiorul unei specii, prin care se deosebesc de alte grupuri ale speciei date, din alt mediu, subdiviziune care a rezultat în urma adaptării acestui organism la un habitat nou. Exemplu: ecotip de silvostepă.
Dacă factorii de mediu din spațiu se schimbă treptat, ecotipurile se transformă fără probleme, formând o ecoclină. În caz contrar, se formează un agregat de subpopulații relativ izolate, iar distribuția speciei de-a lungul gradientului factorului de mediu poate deveni bimodală .
Există trei grupuri principale de ecotipuri:
- Climatice (geografice) — apar sub influența schimbărilor climatice în diferite părți ale gamei. Ele sunt caracteristice în special pentru speciile cu un domeniu larg.
- Edaphic — se formează sub influența solului și a condițiilor de sol.
- Biotic — apar sub influența altor organisme.

Un exemplu a ecotipurilor sunt rasele umane.
Există specii care sunt omogene din punct de vedere ecologic, nu sunt împărțite în ecotipuri și eterogene, în care se disting mai multe ecotipuri uneori destul de semnificative.